# Скаловский, Иван Семёнович
Иван Семёнович Скаловский (1777 — 20 августа 1836, Севастополь) — контр-адмирал, начальник эскадры Черноморского флота.

## Биография
Иван Скаловский родился в 1777 году, происходил из дворян Черниговской губернии. Отец, войсковой старшина — Семен Скаловский.
В 1791 году поступил гардемарином в Черноморский флот, где и плавал ежегодно до 1798 года. В 1793 году произведён в мичманы.
В 1798—1800 годах на корабле «Мария Магдалина» в эскадре вице-адмирала Ушакова, перешёл из Севастополя в Архипелаг и участвовал при штурме крепости Видо, после чего на корабле «Варахаил» плавал в Средиземном море до Мессины и Неаполя, а затем обратно в Севастополь.
В 1801—1804 годах плавал в Чёрном море. В 1805 году, командуя взятым ранее у французов бригом «Александр», перешёл из Севастополя в Корфу, а затем крейсировал у берегов Далмации, плавая под общим начальством вице-адмирала Сенявина.

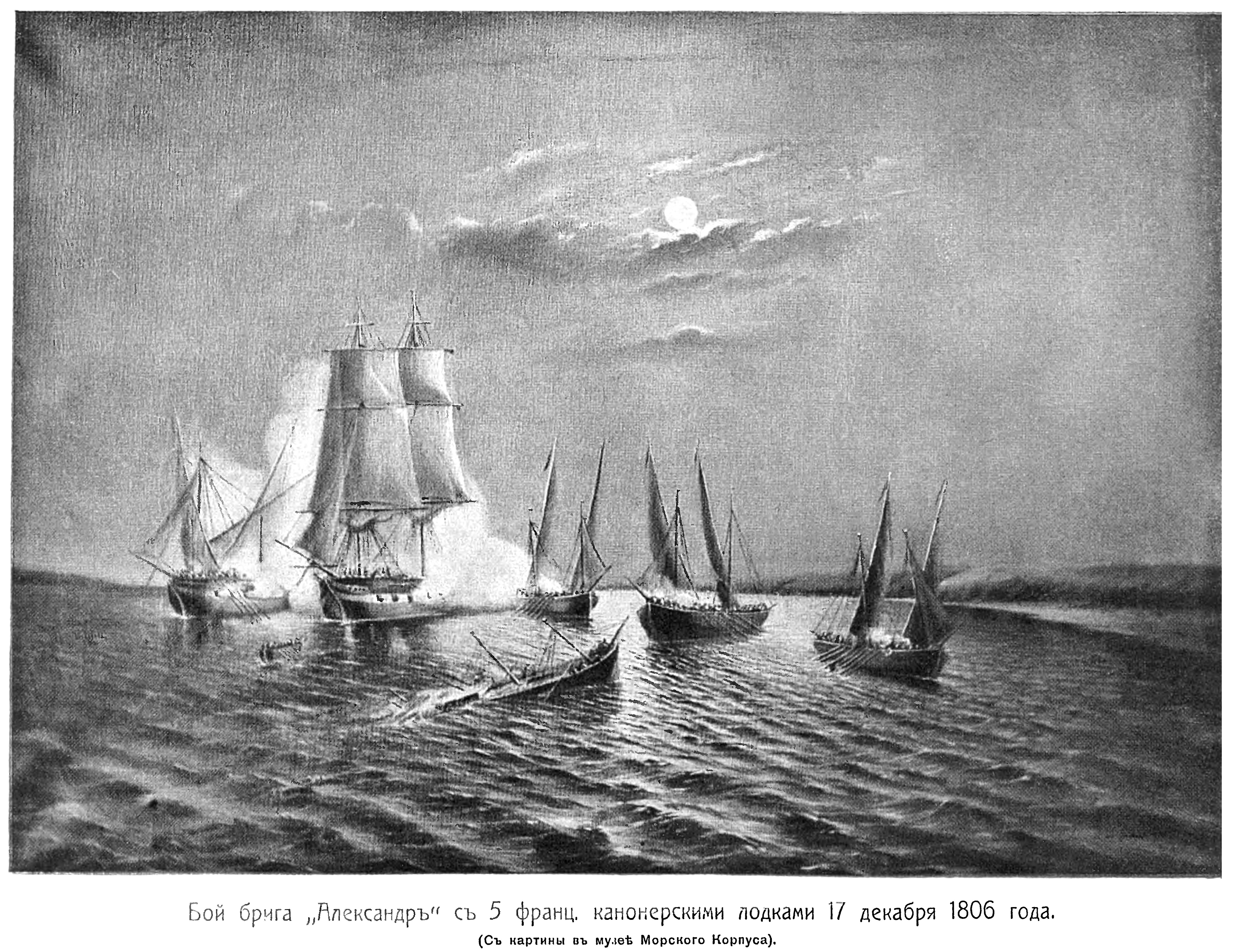
Бой «Александра» с 5-ю французскими кораблями у острова Браццо (1806 год)

В 1806 году, командуя тем же бригом в Адриатическом море, отразил 16 декабря у острова Браццо нападение ночью трёх канонерских лодок, тартаны «Napoleon» и одной требаки, причём команды у них было до 500 человек и 10 пушек, из них 4 — 18-фунтового калибра, а на бриге «Александр» 75 человек экипажа и 12 пушек 4-фунтового калибра. Этому бою и Скаловский, и французы придавали символическое значение. Маршал Мармон, который, высылая из Сполатро флотилию против русского брига, устраивал как раз в этот день бал на берегу, и предупредил своих дам, чтобы они не пугались выстрелов с моря, и обещал им подарить на следующий день бриг «Александр», который будет взят «Наполеоном». С своей стороны и Скаловский использовал эти символические имена и перед боем обратился к команде со следующими словами: «В числе лодок есть одна по названию „Наполеон“. Ребята, помните, что вы имеете честь защищать имя Александра! Если я буду убит, не сдавайтесь, пока все не положите свои головы! С Богом, начинай!..» Несмотря на неравенство сил и очень слабый ветер, вступил под паруса и смело напал на неприятеля, но не допуская абордажа, и после успешного трёхчасового боя заставил неприятеля отступить с потерей одной канонерской лодки на месте, а тартана «Napoleon» была столь повреждена, что затонула, придя обратно на рейд в Сполатро. Французы потеряли при этом 217 человек, потери на «Александре» убитыми и ранеными составили 12 человек. За этот подвиг Скаловский 26 февраля 1807 года был награждён орденом Святого Георгия 4-й степени (№ 727 по кавалерскому списку Судравского и № 1741 по списку Григоровича — Степанова); все офицеры и команда также были представлены к наградам.
В 1807 году Скаловский состоял в отряде капитан-командора Баратынского и участвовал в экспедиции к берегам Далмации, чтобы ободрить патриотов, восставших против французов; 25 мая имел дело около местечка Полица, 28 мая был при взятии крепости Алмиса, близ Сполатро, а в конце года, по случаю разрыва с Англией, перешёл в Венецию, где и пробыл до 1809 года.
1 марта 1810 года произведён в капитан-лейтенанты и вернулся берегом в Николаев, после чего, командуя ежегодно судами, плавал в Чёрном море.
В 1828 году, в чине капитана 1-го ранга, командуя уже пятый год кораблем «Пармен», участвовал с флотом в эскадре вице-адмирала Грейга в сражении с турецким флотом и бомбардировании Анапы, а по взятии её ходил к местечку Коварна и к крепости Варне для перевоза оттуда больных и раненных в Одессу. 29 июля за отличие при осаде Анапы награждён золотой саблей с надписью «За храбрость», а за распорядительность во время действий против крепости Варны награждён орденом св. Владимира 3-й степени.
11 марта 1829 года Скаловский участвовал в отряде контр-адмирала Кумани в атаке крепости Акиолло; 23 марта с кораблём «Императрица Мария» он отбил нападение турок на Созополь; 4 мая, командуя сам отрядом из трёх кораблей, двух фрегатов и одного брига, сжёг под крепостью Пендераклия стоявшие на рейде турецкие военные суда: 1 корабль, 1 транспорт и до 15 прочих мелких судов. За отличие был 10 июня произведён в контр-адмиралы и назначен командиром 3-й бригады Черноморского флота, а после Адрианопольского мира, командуя эскадрой, находился при Румелийских берегах и стоял с флотом на Сизопольском рейде.
В июне 1830 года вместе с протопопом Софронием Гавриловым пытался уговорами предотвратить развитие чумного бунта в Севастополе (1830) который был вызван злоупотреблениями при карантинных мерах в Корабельной слободке Севастополя. В ходе бунта он оказался в руках восставших, но не был растерзан как военный губернатор Н. А. Столыпин, а отделался письменным признанием неправомерности карантина: «Расписка. 1830 года июня 3 числа мы нижеподписавшиеся даем сию расписку жителям города Севастополя в том, что в г. Севастополе не было чумы и нет, удостоверение чего подписуемся. Контр-адмирал Скаловский. Комендант ген.-лейтенант Турчанинов. (две сургучные печати).
В 1830 году Скаловский был переведён на Балтийский флот, с назначением командовать 1-й бригадой 3-й флотской дивизии, где и плавал по 1832 года, имея флаг на корабле «Полтава». В 1834 году вновь переведён на Черноморский флот с назначением командиром 3-й бригады 4-й флотской дивизии и, имея флаг на корабле «Чесма», крейсировал с эскадрой в Чёрном море. В 1835—1836 годах, имея флаг свой на фрегате «Эривань», крейсировал с эскадрой у берегов Абхазии и неоднократно бывал в перестрелках с горцами.
За 45 лет службы на флоте совершил 31 морскую кампанию.
Иван Семёнович Скаловский умер 20 августа 1836 года в городе Севастополе.

## Семья
- Женат
- сын Николай Иванович [ум. в 22.05 1892]
- сын Михаил Иванович [ум. в 1855]
- сын Семен Иванович [ум. 2.11.1856]
- сын Петр Иванович [_.08.1827 – 20.04 1855]
- сын Митрофан Иванович [1835 - 12.07 1900]